# Bufonocarodes mistshenkoi
Bufonocarodes mistshenkoi is een rechtvleugelig insect uit de familie Pamphagidae. De wetenschappelijke naam van deze soort is voor het eerst geldig gepubliceerd in 1967 door Descamps.